# Diospyros paraensis
Diospyros paraensis là một loài thực vật có hoa trong họ Thị. Loài này được Sothers mô tả khoa học đầu tiên năm 2003.